# Ninnescah
La Ninnescah est une rivière du Kansas aux États-Unis, affluent de la rivière Arkansas et donc sous-affluent du Mississippi. Longue d'environ 90 km, elle est formée par la confluence des branches sud et nord de la Ninnescah dans le sud-ouest du comté de Sedgwick puis s'écoule vers l'est avant de se jeter dans la rivière Arkansas près de la ville d'Oxford.